# Цекул
Цекул (точнее Кекул, лат. caeculus «слепенький», от лат. caeculto, «плохо видеть») — персонаж италийской мифологии . Италийский герой, упомянутый Вергилием . Сын девушки и духа домашнего очага или бога Вулкана (Гефеста), найден в очаге. Либо мать подбросила его к храму Юпитера, его подобрали женщины и назвали его Цекул, так как его глаза были повреждены от дыма.
Когда он вырос, он собрал толпу разбойников и основал Пренесте. На празднике уговорил соседние племена присоединиться к городу, когда бог Вулкан в подтверждение своего отцовства окружил пламенем собравшихся. 
Как бог мог отнимать зрение .